# Orlando Peçanha

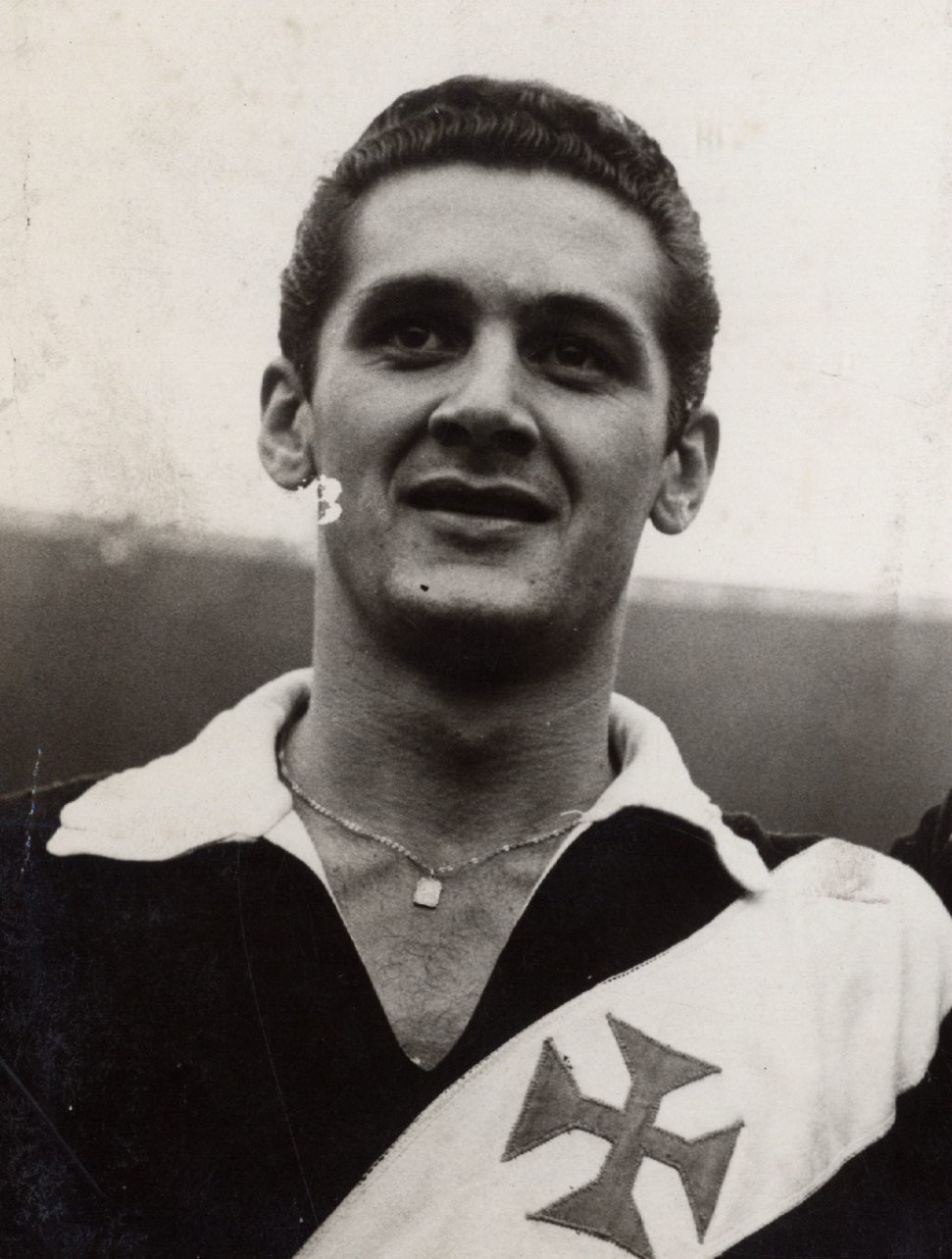
Orlando no Vasco da Gama em 1961.

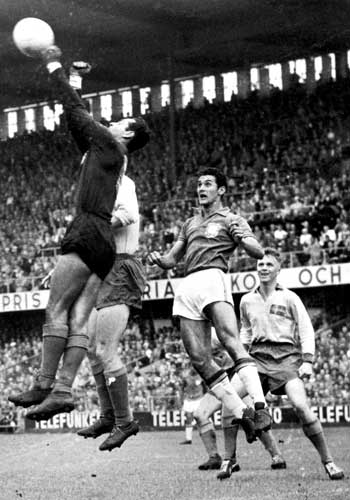
Orlando Peçanha, no centro.

Orlando Peçanha de Carvalho, mais conhecido como Orlando Peçanha (Niterói, 20 de setembro de 1935 — Rio de Janeiro, 10 de fevereiro de 2010) foi um futebolista brasileiro que atuou como zagueiro e treinador.

## Biografia
Revelado pelo Vasco, pelo qual atuou entre 1952 e 1960. Pelo clube, chegou à seleção brasileira em 1958. No mesmo ano, formou a zaga titular da equipe campeã na Suécia ao lado de Bellini, seu companheiro no clube carioca, atuando em todos os seis jogos da equipe no Mundial.
Em 1960, foi contratado pelo Boca Juniors, onde permaneceu até 1964 e atuou ao lado de outros brasileiros (Dino Sani, Paulo Valentim e Almir Pernambuquinho). No clube argentino, foi campeão nacional em 1962 e 1964. A transferência para o exterior acabou impedindo sua convocação para a Copa de 1962, perdendo a chance de ser bicampeão mundial no Chile. Na época, atletas brasileiros que atuavam no exterior não eram convocados para a seleção.
Voltou ao Brasil em 1965 para atuar no Santos. No alvinegro praiano, foi campeão paulista em 1965 e 1967 e da Taça Brasil de 1965. Aos 31 anos, retornou a seleção brasileira que disputou a Copa do Mundo FIFA de 1966. No Mundial disputado na Inglaterra, sofreu sua única derrota em 34 partidas pela seleção: 3 a 1 para Portugal, jogo que eliminou o Brasil do torneio. Encerrou a carreira em 1970 aos 35 anos no Vasco.
Após pendurar as chuteiras, tentou iniciar a carreira de treinador, comandando o CSA, em 1977, e o Vitória, em 1980. Mas acabou se destacando por defender os interesses dos treinadores, como presidente da Associação Brasileira de Treinadores de Futebol.
Ele residia com a família em Ipanema, na zona sul do Rio de Janeiro. Orlando foi acometido de uma pneumonia recentemente, mas se recuperava bem, em casa. No dia 9 de fevereiro, Orlando passou mal e foi encaminhado ao hospital, por um médico amigo da família, quando teve uma parada cardíaca indo a óbito. Seu sepultamento foi no Cemitério São João Batista, em Botafogo, Zona Sul do RJ.
Deixou a esposa, Marlene e três filhas: Sandra, Soraya e Suzy.

## Seleção Brasileira
- 34 jogos (25 vitórias, 7 empates e uma derrota)

### Copas do Mundo
- 1958 e 1966. - 7 jogos (5v, 1e, 1d)

## Títulos

### Clubes
Vasco da Gama
- Campeonato Carioca: 1956 e 1958
- Torneio Rio-São Paulo: 1958
- Torneio Internacional Paris de 1957
- Troféu Teresa Herrera: 1957
- Torneio Quadrangular de Lima: 1957
- Torneio Internacional de Santiago: 1957
- Torneio Início do Rio de Janeiro: 1958
- Taça Cidade do Rio de Janeiro: 1959

Boca Juniors
- Campeonato Argentino: 1962 e 1964

Santos
- Campeonato Paulista: 1965, 1967 e 1968
- Taça Brasil de Futebol - 1965
- Torneio Rio-São Paulo: 1966

### Seleção Brasileira
- Copa do Mundo: 1958
- Taça Bernardo O'Higgins: 1959
- Taça do Atlântico: 1960
- Copa Roca: 1960